# 類風濕性關節炎
類風濕性關節炎（英語：rheumatoid arthritis，RA）是一種主要會影響關節的慢性疾病。它通常導致關節發熱、腫脹和疼痛。疼痛和僵硬往往於休息後更惡化。最常見的是手腕和手涉及到身體兩側相同的關節。這個疾病也可能影響身體其他部分。這可能導致低紅血球細胞、肺部炎症、和心臟炎症。也可能會發燒和缺乏活力。通常症狀是逐漸超過數周至數月。
類風濕性關節炎的命名由來，是因其“症狀類似風濕熱”，也引起皮膚紅腫、關節疼痛，卻不會發燒，且影響關節的嚴重度遠超過風濕熱。
類風濕性關節炎的成因不明，但和基因與環境因素有關。作用機制包括了身體的免疫系統攻擊關節，造成關節囊的發炎與增厚，通常也會影響到骨頭和軟骨。診斷方式大多根據病患的身體表徵與症狀。X光和實驗室測試可以協助診斷或排除一些相似的疾病。如紅斑性狼瘡、乾癬性關節炎，和纖維肌痛等疾病可能會有類似的症狀。
治療主要針對改善疼痛、減少發炎以及改善全身機能。適當的休息及運動、使用夾板及背帶或輔具等皆能幫助治療改善。藥物方面，常使用止痛劑、類固醇、非類固醇抗發炎藥物來緩解症狀；疾病調節抗風濕藥物（DMARDs，包括羟氯喹、氨甲蝶呤等）亦可用來控制減緩病程，通常是在其他療程對病人無效時才會使用到此類藥物，然而此類藥物相較於其他療程也可能對病人造成較大的副作用。在特定狀況下，可能使用外科手術方式針對關節進行修復、置換、融合。大部份的替代療法皆無證據支持其有效。
類風溼性關節炎在已開發國家會影響約0.5至1%的成年人，每年十萬人中約有5至50人會罹患此疾病。此疾病多在中年發作，女性的好發程度為男性的2.5倍。類風溼性關節炎從1990年造成28000人死亡，到2013年則造成38000人死亡。第一個做出關於類風濕性關節炎描述是在1800年的巴黎，由Augustin Jacob Landré-Beauvais 博士(1772–1840)做出。類風溼性關節炎的原文「rheumatoid arthritis」源自希臘文，表示關節的出水與發炎。

## 特徵

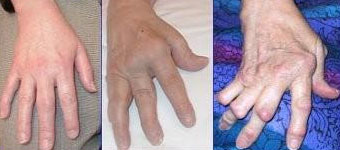
患上類風濕性關節炎的手部

它的徵狀是多個不同的關節於同一時間發炎使到軟組織腫脹痛楚（多關節炎）。受影響的關節在開始時是不對稱的，在病勢發展時會逐步變為對稱。關節的痛楚會隨關節的運動而改善，在早上，關節會堅硬約一個小時。因此，類風濕性關節炎引致的痛楚在早上會較其他關節炎的痛楚厲害。
病勢會繼續發展至關節表面侵蝕及破壞，造成肢體畸形。手指一般會偏向小指（即尺側彎曲）及呈不自然的形狀。典型的類風濕性關節炎畸形是鈕釦畸形（即近端指骨間關節的過度屈曲及遠端指骨間關節的過度伸直）、鵝頸畸形（近端指骨間關節的過度伸直及遠端指骨間關節的過度屈曲）。拇指可能會發展成Z形拇指畸形，即掌指關節的固定性屈曲及關節移位，令手部形成正方形狀。
關節外的影響亦是另一個與骨關節炎不同的地方，所以類風濕性關節炎是一種多系統病症。就如大部份患有此症的病人都會同時患上貧血，這是因類風濕性關節炎本身的影響（慢性疾病引起的貧血症）或是因使用藥物（尤其是用作麻醉的非類固醇消炎止痛藥）治療時所有的腸胃道出血副作用。脾腫大亦會與白血球減少症一同出現（稱為費爾蒂綜合徵），及淋巴細胞浸入亦會影響唾液腺及淚腺（稱為乾燥症）。
以下是一些會受類風濕性關節炎影響的系統：
- 皮膚：在伸肌表面，如手肘出現類風濕結節。
- 肺部：肺部可能會直接受關節炎的影響，或是受治療的影響。治療後（如氨甲喋呤）可能會出現纖維症。
- 自體免疫：邊神經障礙、甲褶血管梗塞、神經病變及腎病。
- 腎臟：澱粉樣變性，亦會造成假性肌肉肥大。
- 心血管：心囊炎、瓣炎及纖維症。
- 眼睛：干眼症、鞏膜表層炎及鞏膜軟化症，亦會導致眼晴出現裂縫及滲漏。
- 神經：多數單神經炎及寰樞椎半脫位的徵狀。後者是因在頸椎與頭蓋骨的齒狀突或橫向韌帶的侵蝕，這種侵蝕（大於3毫米）會導致脊椎骨移位及壓逼脊椎。在開始時，病人會感到笨拙，若未能配合適切治療，會發展成四肢痲痺。

如同上述所提到，類風濕性關節炎可能併發肺纖維化，且除了關節外，以肺部病變最為常見，因此除表徵疾病外更應注意肺部侵犯。肺纖維化亦可能成為患者的主要死因，起因為肺纖維化不斷進展、惡化，導致患者的肺功能不斷下降，若未接受適切治療，有半數患者的存活期僅有3年，其10年存活率僅有未合併肺纖維化之類風濕性關節炎患者的一半。

## 流行病學
以35-50歲的人士患上類風濕性關節炎最多，家族遺傳會是一個重要的發病因素。它與人類白血球抗原HLA-DR4有著關聯（W4、W14及W15與這病症有關，而W10及W13則是保護性的）。
類風濕性關節炎的發生率為每10,000的人口，就有30宗的個案。女性發病的機會是男性的3倍至5倍，而吸煙者發病的機會可以是非吸煙者的4倍。患病率約為1%，有些印第安人的患病率為5-6%，而加勒比海的黑人則有著較少的患病率。病人的一等親患病率為2-3%，而同卵雙胞胎的同患病率則是15-20%。

### 診斷標準
美國風濕病學會於1987年定義以下的情況為類風濕性關節炎：
- 晨僵超過1小時；
- 3個或以上的關節發炎；
- 掌指、手腕和近端指間等關節出現關節炎；
- 對稱性的關節炎；
- 類風濕結節；
- 類風濕因子陽性；
- 放射線學（X光）檢測發現關節有侵蝕（erosion）。

只要達到最少任何以上四項情況，便被判斷為患有類風濕性關節炎。但在罹患此症的早期，某些上述的情況並不明顯，所以有些患者並非達至這一項標準。學會的目的是將病者分類作為研究，而非協助診斷此症。如其中一個情況是有關關節的磨損，在治療時這卻是主要要避免的情況，因關節磨損是不能治癒的。所以，縱然病人未能完全滿足上述的標準，亦會被當作患有此症而作出治療，以避免病情的惡化。雖然如此，這套標準仍然在研究方面非常有用，尤其在流行病學方面。

### 血液測試

#### 類風濕因子
當臨床測試懷疑患有類風濕性關節炎時，就要替病人作免疫學研究，如類風濕因子。類風濕因子呈陰性反應並不能完全撇開類風濕性關節炎的可能性，相反，可能會是一種稱為「血清反應陰性」的類風濕性關節炎。在患病的頭一年，類風濕因子測試多會是呈陰性的。其中80%的病人最終會轉為血清反應陽性狀態。在其他疾病，如乾燥症，及約10%健康的人都會出現類風濕因子，所以測試並非十分準確。

#### 抗環瓜氨酸抗體
由於類風濕因子測試不可靠，測試的專一性甚低，於是發展出新的血清測試：測試一種稱為抗含瓜胺酸蛋白質抗體的存在。這種測試能診斷出約80%的類風濕性關節炎病人，而在非患有類風濕性關節炎的病人中則很少呈陽性反應，專一性達至98%。另外，這些抗體在早期病患時，甚至比發病前更早亦能測得。
為了測試其他關節炎的病因，亦會進行其他血液測試，如紅斑性狼瘡。此外，紅血球沉降速率（erythrocyte sedimentation rate, ESR）、C反應蛋白（C-reactive protein）、全血細胞計數、腎功能檢查、肝功能檢查及免疫檢查（如抗細胞核抗體,ANA）等亦會於此時進行。鐵蛋白能顯示模仿類風濕性關節炎的血色病。

## 病理生理學

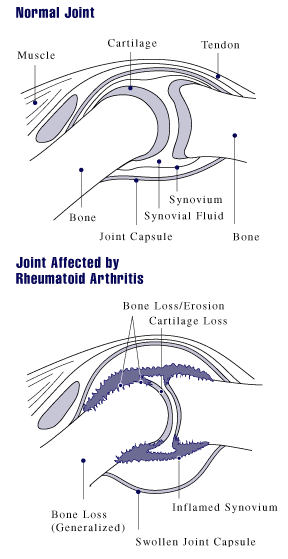
Joint abnormalities in rheumatoid arthritis

類風濕性關節炎的成因仍未清楚，但一直都懷疑是因感染所致，亦可能是由食物敏感或外來生物所造成。支原體、詭譎丹毒絲菌、人類皰疹病毒第四型、B19細小病毒及風疹都是被懷疑而沒有佐證的流行病學研究。就如其他自體免疫疾病一樣，混淆身份理論指出一種入侵的生物引發免疫反應留下抗體，但這些抗體的獨特性卻不足夠，且開始攻擊與入侵生物相似的滑膜，這種現象稱為「分子相似」。
患有自體免疫疾病的患者本身必須在分辨自身及外來分子的能力上有缺憾。在很多細胞內均有著自身辨認的標記。但是某一些標記卻容許類風濕性關節炎發生。約90%的病人都有著HLA-DR4/DR19標記，而對照中只有40%帶有此標記。因此在理論上，類風濕性關節炎的發生會受基因遺傳及一些感染事件來引發免疫反應。
一旦引發免疫反應，會使滑膜發炎。早期及中期發炎的分子媒介包括有肿瘤坏死因子-α（TNF-α）、介白質-1、介白質-6、介白質-8及介白質-15、轉化生長因子-β、纖維母細胞生長因子及血小板源生長因子。現代藥理學的治療都是針對以上的媒介。當炎症發生時，滑膜會變厚，軟骨與下面的骨頭開始碎裂及關節受到破壞。
除了以上外，生理及心理因素、壓力及不均衡的飲食在這病症中佔有一些地位。

## 治療
類風濕性關節炎的藥理學治療可以分為控制類風濕藥物、消炎藥及鎮痛藥。控制類風濕藥物可以產生長久緩和、延後或停止病情的惡化，亦即阻止骨骼及關節由次級發炎至不能控制的損傷。消炎及鎮痛藥能減輕痛楚及改善僵硬，但卻不能阻止關節的傷害或減慢病情的惡化。
過往的策略是先使用消炎藥，臨床及使用X光檢查病情，如發現關節損壞的跡象，便使用控制類風濕藥物。現時很多病症在利用超聲波及磁力共振檢查後發現關節會在很早時期便受到損害。因此，若病人被診斷出類風濕性關節炎，便會及早使用控制類風濕藥物，以阻止進一步的關節損害。
早期使用控制類風濕藥物亦有另一個好處：在類風濕性關節炎發生早期，在關節內會充滿免疫細胞，它們互相傳信並發展出永久及慢性的發炎。利用控制類風濕藥物（如氨甲喋呤）可以阻礙這個步驟，並會改善日後關節炎的病情。

### 控制類風濕藥物
可以再細分為異源生物體製劑及生物工程製劑。異源生物體製劑，與生物工程製劑相反，是一種並非在身體內自然產生的控制類風濕藥物。

#### 異源生物體製劑
異源生物體製劑一般會造成一些副作用：如對肝臟、骨髓及腎臟的毒害、肺炎、皮膚敏感、自體免疫及感染等。
異源生物體製劑包括：
- 硫唑嘌呤
- 環孢菌素（即西克洛斯匹林A）
- 青黴胺
- 氯金酸鈉
- 氯奎寧
  - 氯奎寧雖然會引致眼睛的毒害（可是機會甚微），但由於它不會對肝臟及骨髓有所影響，故被認為是最低毒性的疾病改變抗風濕藥物。縱然如此，氯奎寧的藥性卻甚低，對於某些病人它根本不能控制病徵。
- 來氟米特
- 美諾四環素
- 柳氮磺吡啶
- 甲氨喋呤（Methotrexate）是抗代謝療法藥物，即是抗肿瘤药，或預防移植体對宿主反應（排斥）之葯物。所以它能夠壓抑骨髓活動及引致肝炎。同被視作毒性最高的藥物。是目前最重要及有效的控制性抗風濕藥物。這是因為它能減輕部份白血球（抗體）發炎症活動，進一步阻慢骨骼的損害。警惕事項：本藥僅可由對於抗代謝療法具有知識及經驗之醫師使用。高劑量治療惡性疾病曾有死亡之報告。

#### 生物工程製劑
生物工程製劑包括：
- 肿瘤坏死因子-α（TNF-α）抑制劑：依那西普（Enbrel®）、英利昔單抗（Remicade®）、復邁（Humira®）
- 白質1抑制劑：阿那白滯素
- 抗CD20單抗：利妥昔單抗（Rituxan®）[17]
- 白質6受体抑制剂：托珠單抗（Actemra®）

### 鎮痛及消炎藥
- 糖皮質激素（類固醇藥物）
- 乙酰水杨酸
- 非類固醇消炎止痛藥（NSAID）
  - 吲哚美辛，是傳統的關節痛消炎藥；一天服用三次。此藥屬骨科止痛藥，份量應該由醫生決定。
  - Etoricoxib[18]，可選擇性地抑制環氧酶-2(COX-2）。
- 對乙醯氨基酚
- 利多卡因
- 鴉片類藥物

## 併發症
肺部是類風濕性關節炎最容易出現關節外症狀的地方，據統計約有30-40%的病人會患有相關症狀，而其中有10-20%的病人甚至肺部比關節早出現症狀 。
其中間質性肺病是肺部病變最常見的形式，有別於類風濕性關節炎一般出現於女性，類風溼性關節炎間質性肺病較常出現於男性病人，年紀於50-60 歲發生較為典型，且隨年紀或患病時間增加，其嚴重度亦較高 21-24歲。

（一）針對臨床、肺功能或影像快速進展或有症狀之病人，應立即開始治療，以下將治療藥物區分為抗發炎治療與抗纖維化治療：
- 抗發炎治療：霉酚酸酯（Mycophenolate mofetil, MMF）與Rituximab（簡稱RTX）[22]
- 抗纖維化治療：目前世界各國多已核准尼達尼布（Nintedanib）治療慢性漸進性纖維化間質性肺病（PF-ILD），若類風濕性關節炎併發間質性肺病（RA-ILD）病人其肺部纖維化進展符合 PF-ILD 的定義，可以使用尼達尼布（Nintedanib）。[23]

（二）針對無症狀之類風濕性關節炎併發間質性肺病（RA-ILD）的病人，建議定期追蹤是否發展ILD，檢查項目包含：呼吸道症狀評估、肺功能檢測、影像評估如胸部X光或高解析度電腦斷層掃描（HRCT）。
由於肺纖維化會對肺臟造成不可逆的傷害，越早察覺，越早接受治療，越能保留肺臟功能，維持生活功能及生活品質。

## 研究

### 減輕痛楚
最近的研究指出細胞因子（即一組由身體不同細胞生產的化合物）可能是產生類風濕性關節炎的慢性痛楚的主因。使用藥物以影響細胞因子的釋放或阻礙細胞因子的運作能減輕慢性痛楚。不同種類的抗細胞因子藥物現已被使用作治療類風濕性關節炎或克隆氏症等痛症。另外，現時有研究使用沙利度胺來治療因脊椎蜘蛛膜炎所產生的痛症。

### 其他治療
其他治療有減肥、職能治療、物理治療、關節注射及一些特別的工具改善運動。嚴重受傷的關節則需要進行人工關節置換術，如置換膝部關節、自然醫學，如禁吃小麥麩質相關的食品。

## 預後
類風濕性關節炎在不同的病人有不同的病因。有些病人有短暫及溫和的病徵，但大部份都是一生的。約20%至30%的病人會患上類風濕結節，是一種較差的預後。

### 身體障礙
- 大部份病人的日常生活受到影響。
- 5年後，約有33%的病人不能工作。
- 10年後，約一半的病人出現相當的身體障礙。

### 預後因子
- 較差的預後因子包括經常性的滑膜炎、早期的磨損疾病、關節外的發現（如類風濕結節）、血清類風濕因子的反應、血清抗環瓜氨酸抗體的陽性反應、帶有HLA-DR4共同表位、家族曾患有類風濕性關節炎、較差的身體狀況、社會經濟因素、上升的急性反應（如血紅球沉降率、C反應蛋白）及增加的臨床嚴重度。

### 死亡
- 雖然患有類風濕性關節炎的病人在接受治療後會有較低的死亡率，但病人一般相信會減少5-10年的壽命。

## 預防
- 經常運動及小心控制飲食能幫助減輕痛楚及僵硬。
- 低溫會使痛楚及僵硬惡化。

## 歷史
第一宗的類風濕性關節炎可追索至前45世紀，在田納西州印第安人的骸骨發現。於123年有文字記載與這種關節炎十分相似的病徵。於1859年，此病正式稱為類風濕性關節炎。
中醫有關類風濕性關節炎的記載最早見于《內經》，稱之為“痹”，中醫文獻對“痹”的描述很多，其中以“頑痹”、“歷節風”比較近似類風濕性關節炎。歷節風屬于痹証的一种，它專指關節病變的痹証，以關節變形、疼痛、活動受限、僵硬為特點。“歷節風”一名最早見于張仲景《金匱要略‧中風歷節病脈証并治》，其病以“歷節痛、不可屈伸”、“其痛如掣”、“諸肢節疼痛”。并認為其病因或稟賦不足，或因調攝不慎，嗜欲無節，逐致气血肝腎虧損，肝主筋，腎主骨，肝腎既虛，則無以充養筋骨，至虛之處，即容邪之所，風寒濕邪乘虛而入，內外合邪，即成斯疾，王燾《外台秘要》亦認為：本病大都風寒暑濕之邪，因虛所致。將攝失理、受此風邪，經脈結滯，蓄于骨節之間，或在四肢，總之，中醫認為本病是在肝腎虧虛的內因基礎上，遭受風寒濕外邪而致病。

## 關連項目
- 关节炎
- 反覆性風濕症

## 外部連結
- 中的“Rheumatoid arthritis”
- . MedlinePlus. U.S. National Library of Medicine.   [2020-12-11]. （原始内容存档于2021-05-15）.
- 類風濕性關節炎可大可小 四大預防方法你要知 （页面存档备份，存于）